# Knutby-Bladåkers församling
Knutby-Bladåkers församling är en församling i Almunge pastorat i Uppsala kontrakt i Uppsala stift i Svenska kyrkan. Församlingen ligger i Uppsala kommun i Uppsala län.

## Administrativ historik
Församlingen bildades 2010 genom sammanslagning av Bladåkers församling och Knutby församling. Den har sedan bildandet varit annexförsamling i pastoratet Almunge, Faringe och Knutby-Bladåker.

## Kyrkor
- Knutby kyrka
- Bladåkers kyrka